# Syriens järnvägar

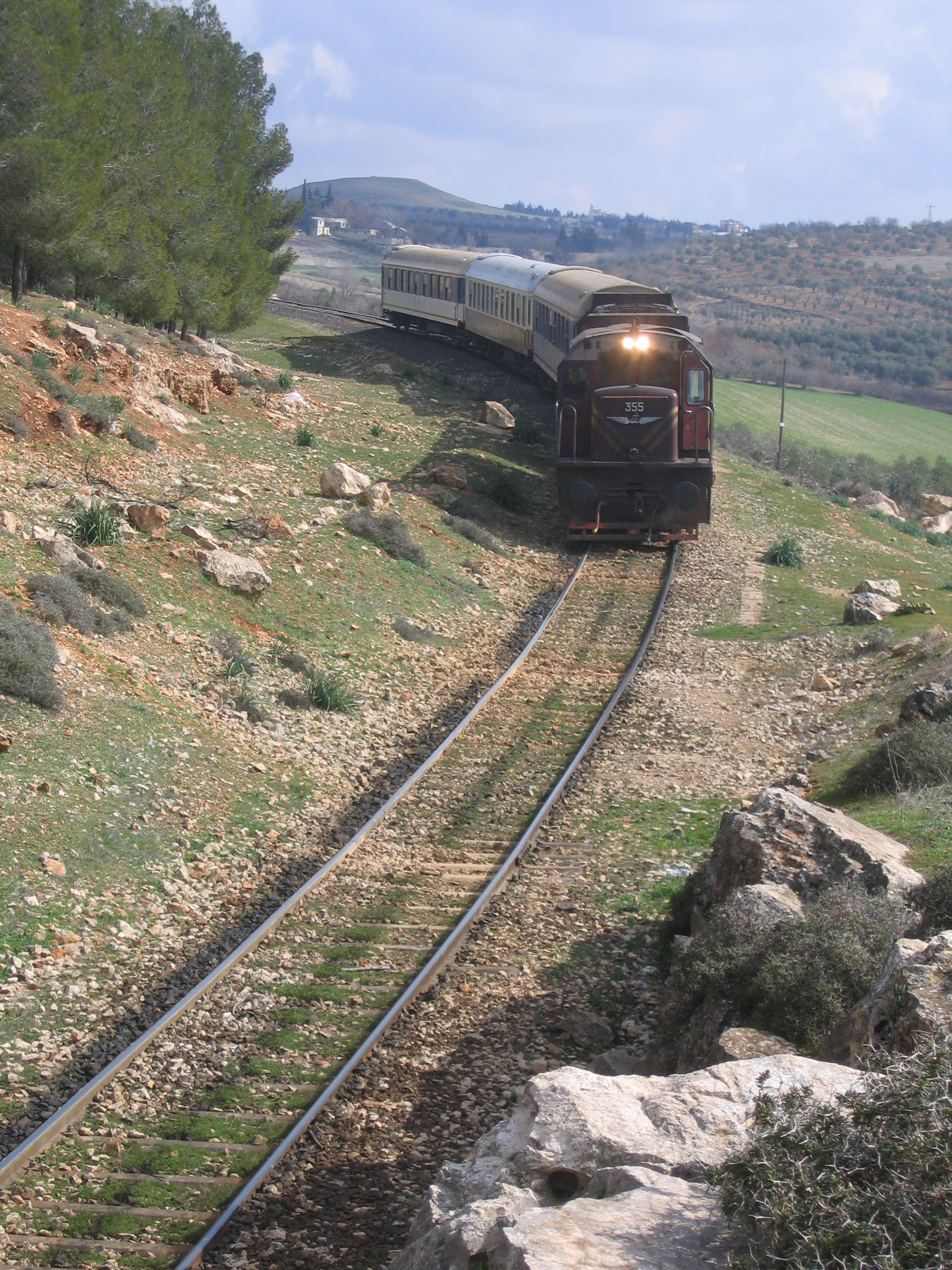
Ett persontåg i Syrien.

Syriens järnvägar, franska: Chemins de fer syriens, förkortat CFS, arabiska: المؤسسة العامة للخطوط الحديدية, är Syriens nationella järnvägsbolag och har sitt huvudkontor i Aleppo. Det skapades genom förstatligandet av alla syriska järnvägar 1956 och den efterföljande etableringen av de syriska järnvägarna den 1 januari 1965. De driver vanligtvis totalt 2750 km järnvägslinjer. Flera av dem har dock varit ur funktion på grund av det syriska inbördeskriget.